# Grand-Lahou
Grand-Lahou è una città, sottoprefettura e comune della Costa d'Avorio, situata nella regione di Grands-Ponts. È capoluogo dell'omonimo dipartimento e conta una popolazione di 67 483 abitanti (censimento 2014).